# Charles Mulder
Charles Marie Aloy Mulder, född 1 juli 1897 i Antwerpen, död där 7 maj 1953, var en belgisk bobåkare som tävlade under 1920-talet. Han kom trea i fyrmansbob vid olympiska vinterspelen 1924 och slutade på 16:e plats fyra år senare vid olympiska vinterspelen 1928.